# ترزا ژیمپرا
ترزا ژیمپرا (کاتالونیایی: Teresa Gimpera) (۲۱ سپتامبر ۱۹۳۶ – ۲۳ ژوئیه ۲۰۲۴) بازیگر اهل اسپانیا بود.
از فیلم‌هایی که وی در آنها نقش داشته‌است، می‌توان به سقوط عقاب‌ها، روح کندوی عسل، شهر سوخته، لاکی مرموز، بیست هزار دلار برای هفت نفر و یک تعطیلات کوتاه اشاره کرد.
وی همچنین برندهٔ جوایزی همچون جایزه کرئو د سن ژردی شده‌است.